# Natalia Brussa
Natalia Guadalupe Brussa (Santa Fe, 13 febbraio 1985) è un'ex pallavolista argentina naturalizzata italiana.
Giocava nel ruolo di schiacciatrice e opposto.

## Carriera
La carriera di Natalia Brussa inizia nel 1994 quando entra nel Club Atlético Argentino di Quilmes, dove resta fino al 1997 quando passa al Club Central San Carlos; nel 2002 esordisce nella nazionale argentina,
Nella stagione 2003-04si trasferisce in Italia ingaggiata dal Forlì, in Serie A1; nella stagione 2004-05 è nella Serie A2 italiana con la Pallavolo Corridonia, categoria dove resta anche nell'annata successiva giocando però con la Sacrata Pallavolo Civitanova Marche.
Ritorna in Serie A1 per disputare una stagione con il club di Forlì, per poi accasarsi, dopo aver ottenuto nel 2007 la cittadinanza italiana, nell'annata 2007-08, al Robursport Volley Pesaro: nelle due stagioni di militanza con la squadra marchigiana vince la Coppa CEV 2007-08, due scudetti, la Supercoppa italiana 2008 e la Coppa Italia 2008-09. Per il campionato 2009-10 disputa la Serie A2 vestendo la maglia del Parma Volley Girls, nuovamente quello di Serie A1 con il River Volley nelle competizioni 2010-11 e ancora in serie cadetta nell'annata 2011-12 con il Volleyball Santa Croce.
Nella stagione 2012-13 si accasa all'Universal Volley Modena: tuttavia, a seguito del ritiro della squadra a metà campionato, conclude la stagione con il Forlì Bologna, sempre in Serie A1. Lascia l'Italia nella stagione 2013-14 per giocare nella Liga Siatkówki Kobiet polacca con il Miejski Klub Siatkarski; rientra nella stagione 2014-15 ingaggiata nuovamente dal club di Piacenza, in Serie A1, aggiudicandosi la Supercoppa italiana 2014, anche se poi è ceduta a metà annata al Pavia Volley, in Serie A2.
Sempre nel campionato cadetto milita tra le file della neopromossa Pallavolo Hermaea di Olbia nella stagione 2015-16, per poi difendere i colori dell'Azzurra Volley San Casciano in quella 2016-17, nella massima divisione italiana: al termine del campionato annuncia il suo ritiro dall'attività agonistica.

## Palmarès

### Club
- Campionato italiano: 2

2007-08, 2008-09
- Coppa Italia: 1

2008-09
- Supercoppa italiana: 2

2008, 2014
- Coppa CEV: 1

2007-08